# Дымная промышленность

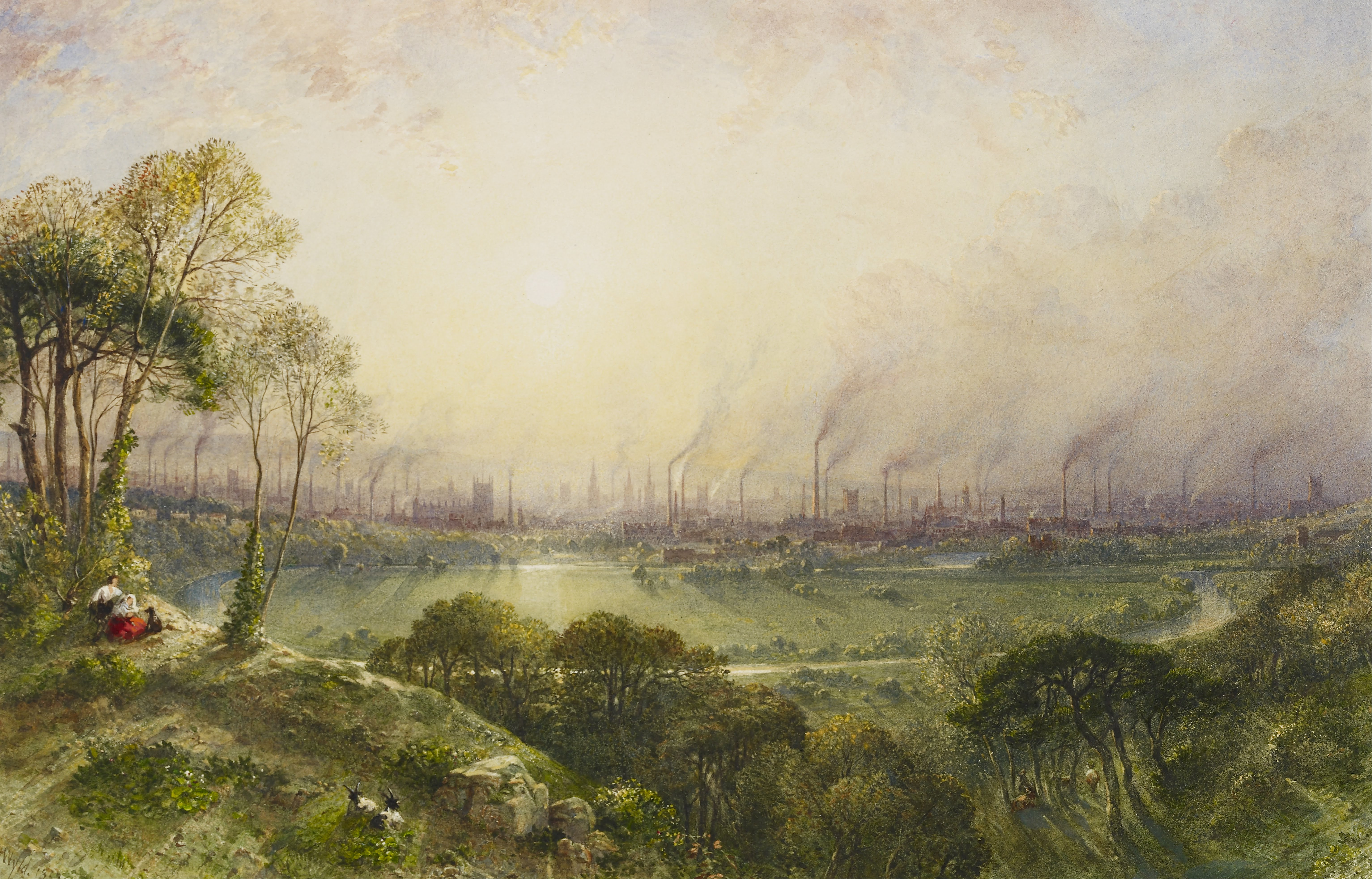
Дымовые трубы в Манчестере, ок. 1858

«Дымная промышленность» (калька от амер. англ. smokestack industry, от англ. smokestack — дымовая труба) — тяжёло-промышленное производство судов, автомобилей, стали, бумаги, химикатов и др. Фабрики такой промышленности использовали дымовые трубы, откуда и пошло название. До разработки переменного тока широко были распространены угольные электростанции, поскольку постоянный ток нельзя было переместить на далёкие расстояния.
Примеры предприятий: металлургическая, автомобильная, химическая, электроэнергетическая и другие промышленности.
Дымовые трубы были впервые использованы во время промышленной революции в XVII—XIX веках. Трубы загрязняли воздух, что было наиболее заметно в крупных промышленных центрах, таких как Манчестер или Питтсбург. В период резкого роста и эволюции систем, используемых для производства электроэнергии, центральные электростанции, работающие на угле и использующие постоянный ток, находились в крупных городах, где выделялись вредные газы и сажу.